# Dorotheos von Tyros (Autor)
Mit dem Namen Dorotheos von Tyros, angeblich Bischof von Tyros im 4. Jahrhundert,  wird eine Schrift verbunden, die nach einem Prolog einen Katalog der 70 Jünger und Apostel mit einer Liste der Bischöfe von Konstantinopel sowie einen Epilog mit Legenden zu biblischen Personen enthält (auch Pseudo-Dorotheos, Synopsis de vita et morte prophetarum, apostolorum et discipulorum domini).
Dahinter steht als Verfasser jedoch ein unbekannter byzantinischer  Autor aus dem späten 8. bis Mitte des 9. Jahrhunderts, der sich hinter dem Namen Prokopios verbirgt; ein Dorotheos des 4. Jahrhunderts wird als Autor lediglich vorgeschoben, um dem Text Authentizität zu verleihen. Vor allem mit der Bischofsliste sollte die angebliche Gründung der Diözese Byzantion/Konstantinopel durch den Apostel Andreas belegt werden. Mit dem legendären Märtyrer Dorotheos von Tyros aus dem 4. Jahrhundert, mit dem er häufig verbunden wurde, hat der Text nichts zu tun.

## Ausgaben
- Jacques Paul Migne: Patrologia Graeca Bd. 10, S. 953–958.
- Theodor Schermann: Prophetarum vitae fabulosae. Indices apostolorum discipulorumque domini Dorotheo, Epiphanio, Hippolyto aliisque vindicate. Teubner, Leipzig 1907, S. 131–160 (Volltext).